# تاريخ النقل عبر السكك الحديدية في الولايات المتحدة

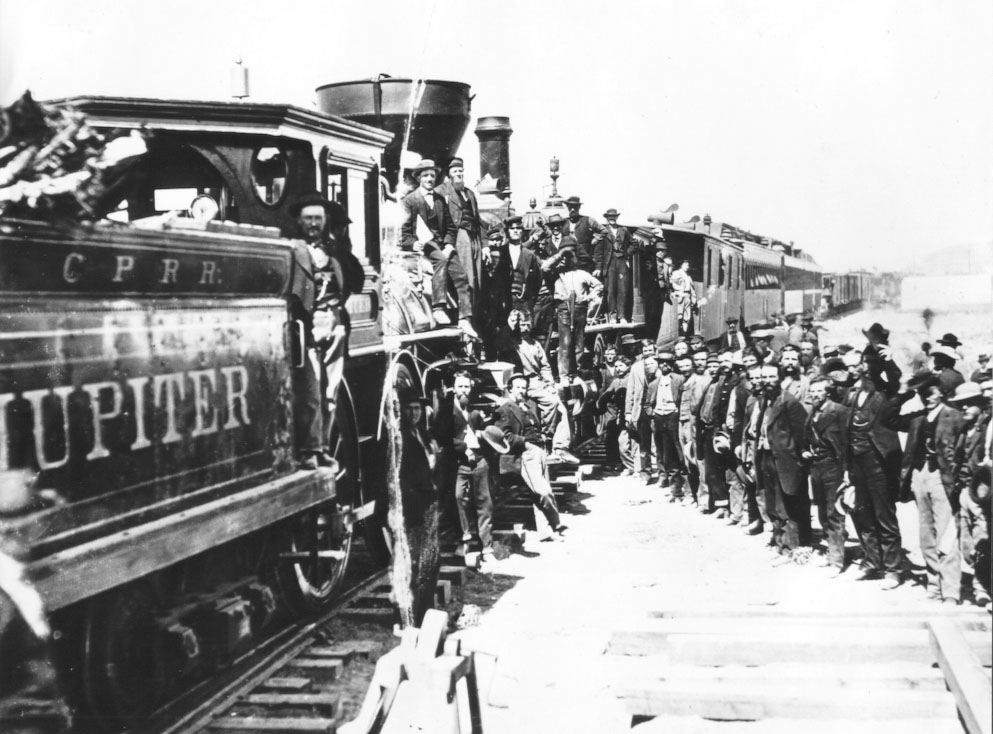
أول خط سكة حديد عابر للقارة في 1869.

بُنيت خطوط سكك حديدية خشبية، والتي سُميت بالعربات، في الولايات المتحدة ابتداءًا من العقد الثاني من القرن الثامن عشر. وسرت أقاويل عن استخدام خط سكة حديد في بناء القلعة الفرنسية في لويزبورغ، نوفا سكوشا، في فرنسا الجديدة (كندا اليوم) في عام 1720. وبين عامي 1762 و1764، مع نهاية الحرب الفرنسية والهندية (1756-1763)، بُني خط سكة حديد يعتمد على الجاذبية (ترام آلي) (خط ترام مونتريسور) من قبل مهندسين عسكريين بريطانيين فوق التضاريس شديدة الانحدار على ضفاف النهر بالقرب من منحدر شلال نهر نياغارا عند معبر نياغارا (الذي أطلقت عليه قبيلة سينيكا المحلية اسم «الزحف على الأربعة») في ليويستون، نيويورك.
لعبت السكك الحديدية دورًا كبيرًا في تطور الولايات المتحدة من الثورة الصناعية في الشمال الشرقي (1810-1850) إلى مستوطنة الغرب (1850-1890). بدأ جنون السكك الحديدية الأمريكية بتأسيس أول خط للركاب والشحن بسكة حديد بالتيمور وأوهايو في عام 1827 واحتفالات «وضع الحجر الأول» وبداية عملية بنائه الطويل باتجاه الغرب فوق عوائق السلسلة الشرقية لجبال الأبلاش في العام التالي، 1828، وازدهر مع مشاريع بناء السكك الحديدية المستمرة على مدى السنوات ال45 التالية وصولًا إلى الذعر المالي لعام 1873 الذي تلاه كساد اقتصادي كبير أدى إلى إفلاس العديد من الشركات وإعاقة النمو مؤقتًا وإنهائه.
على الرغم من أن جنوب ما قبل الحرب بدأ في وقت مبكر ببناء سكك حديدية، فقد ركز على خطوط قصيرة تربط مناطق القطن بالموانئ المحيطية أو النهرية، وكان عدم وجود شبكة مترابطة عقبة رئيسية خلال الحرب الأهلية (1861-1865). أقام الشمال والغرب الأوسط شبكات ربطت جميع المدن بحلول عام 1860 قبل الحرب. في حزام الذرة في الغرب الأوسط الذي كان يتميز بكثافة سكانية عالية، كان ما يزيد عن 80٪ من المزارع على بعد 5 أميال (8 كيلومترات) عن خط سكة حديد، وهو الأمر الذي سهل شحن الحبوب والخنازير والماشية إلى الأسواق الوطنية والدولية. وبُنيت أعداد كبيرة من الخطوط القصيرة، ولكن بفضل نظام مالي سريع التطور استند إلى وول ستريت وموجه نحو سندات السكك الحديدية، دُمجت الغالبية ضمن 20 خطًا رئيسيًا بحلول عام 1890. غالبًا ما كانت الحكومات المحلية وحكومات الولايات تدعم الخطوط، إلا أنها نادرًا ما كانت تمتلكها. بُني النظام إلى حد كبير بحلول عام 1910، ولكن في أعقاب ذلك وصلت الشاحنات لتخفف من ازدحام الشحن، ووصلت السيارات (والطائرات في وقت لاحق) لتلتهم حركة الركاب. بعد العام 1940، أفضى استعمال القاطرات الكهربائية التي تعمل بالديزل إلى عمليات أكثر كفاءة تتطلب عمالًا أقل على الطريق وفي ورش الإصلاح.
تركت سلسلة من حالات الإفلاس وعمليات الدمج نظام السكك الحديدية في أيدي عدد قليل من الشركات الكبيرة بحلول ثمانينيات القرن العشرين. حُولت حركة نقل الركاب لمسافات طويلة بأكملها تقريبًا إلى شركة أمتراك في عام 1971، وقد كانت تلك شركة مملوكة من قبل الدولة. وُفرت خدمة السكك الحديدية للركاب بالقرب من عدد قليل من المدن الكبرى كنيويورك وشيكاغو وبوسطن وفيلادلفيا وبالتيمور ومقاطعة كولومبيا. أدت الحوسبة وتحسين المعدات إلى خفض العمالة بشكل مطرد، الأمر الذي بلغ ذورته عند  2.1مليون عامل في عام 1920، ولينخفض في عام 1950 إلى  1.2مليون عامل و215 ألف عامل في عام 2010. بلغ عدد الأميال المقطوعة ذروته عند  254.251ميل (409.177 كيلومترًا) في عام 1916 وانخفض في عام 2011 إلى 139.679 ميل (224.792 كيلومترًا).
تواصل السكك الحديدية للشحن لعب دور مهم في اقتصاد الولايات المتحدة، ولا سيما لنقل الواردات والصادرات باستخدام الحاويات، ولشحن الفحم، ومنذ العام 2010، لشحن النفط. وفقًا للمجلة الإخبارية البريطانية ذا إيكونوميست، «فإنها تعتبر عالميًا أفضل السكك في العالم). ارتفعت الإنتاجية بنسبة 172٪ بين عامي 1981 و2000، في حين ارتفعت المعدلات بنسبة 55٪ (بعد احتساب التضخم). وارتفعت حصة السكك الحديدية في سوق الشحن الأمريكية إلى 43٪، وقد كانت هذه أعلى نسبة في أي دولة غنية.

## التاريخ الزمني

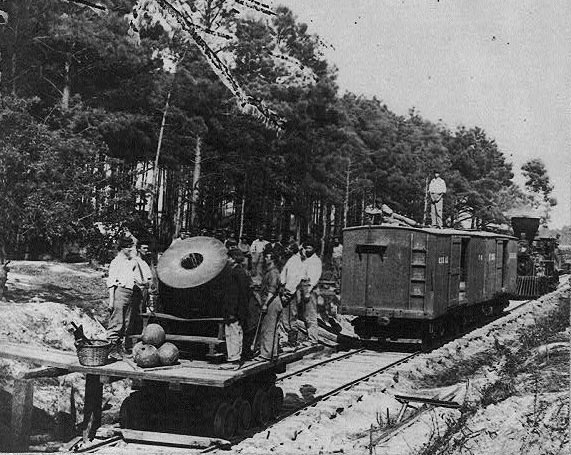
مدفع هاون "ديكتاتور" عيار 13 بوصة على عربة سكة حديد بالقرب من بيتسبيرغ، فيرجينيا – صورة تاريخية من الحرب الأهلية الأمريكية.

### الفترة الأولى (1720-1825)
سرت أقاويل عن استخدام خط سكة حديد في بناء القلعة الفرنسية في لويزبورغ، نوفا سكوتيا في عام 1720. وبين عامي 1762 و1764، مع نهاية الحرب الهندية الفرنسية (1756-1763)، بُني خط سكة حديد يعتمد على الجاذبية (ترام آلي) (خط ترام مونتريسور) من قبل مهندسين عسكريين بريطانيين فوق التضاريس شديدة الانحدار على ضفاف النهر بالقرب من منحدر شلال نهر نياغارا عند معبر نياغارا (الذي أطلقت عليه قبيلة سينيكا المحلية اسم «الزحف على الأربعة») في ليويستون، نيويورك.

### الفترة الأولى (1826-1860)
في عام 1810 تبع خط سكة حديد لايبر التي كانت تعتمد على الحيوانات بعد التجربة الناجحة السابقة، التي صممها وبناها التاجر توماس لايبر، ويربط خط السكة الحديدية كروك كريك بريدلي كريك في مقاطعة ديلاوار، بنسلفانيا. واستخدم خط سكة الحديد حتى عام 1829 حين استبدل مؤقتًا بقناة لايبر، ومن ثم أعيد فتحه ليحل محل القناة في عام 1852. وأصبح هذا فرع كروك كريك التابع لسكة حديد بالتيمور وفيلادلفيا (التي كانت جزءًا من سكة حديد بالتيمور وأوهايو) في عام 1887. كان ذلك أول خط سكة حديد يراد له أن يكون دائمًا، وأول خط سكة حديد يتطور إلى شبكة خطوط حديدية لناقل عام بعد إغلاق متداخل.
في عام 1826 دمجت ماساتشوستس خط سكة حديد للغرانيت في مدينة كوينزي كشركة شحن مشتركة تهدف بشكل رئيسي إلى نقل الغرانيت من أجل بناء نصب بنكر هيل، وقد بدأت العمليات في وقت لاحق من ذلك العام، وبقي أحد أقسامها يعمل حتى الاربعينيات من القرن العشرين.
تشمل خطوط السكك الحديدية التي سمحت بها الولايات في عام 1826 وشيدتها في السنوات التالية شركة خط سكة حديد قناة ديلاوار وهدسون لنقل الغرانيت وخط سكة حديد موهاوك وهدسون لنقل البضائع والركاب حول منعطف قناة إيري. ومن أجل ربط ميناء بالتيمور ونهر أوهايو، استأجرت ولاية ماريلاند في عام 1827 خط سكة حديد بالتيمور وأوهايو، وافتُتح أول أقسامها في عام 1830. وبالمثل، استؤجرت شركة خط سكة حديد وقناة ساوث كارولينا في عام 1827 لتربط بين تشارلستون ونهر سافاناه، وبنت بنسلفانيا الخط الرئيسي للأعمال العامة بني فيلادلفيا ونهر أوهايو.
اتبع الأمريكيون تكنولوجيا خط السكة الحديدية البريطانية واستنسخوه. وكان خط سكة حديد بالتيمور وأوهايو أول ناقل عام وبدأت خدمة قطار الركاب في شهر مايو من عام 1830، واستُخدمت الخيول بداية الأمر لسحب عربات القطار. وكانت شركة خط سكة حديد وقناة ساوث كارولينا أول شركة تستخدم القاطرات البخارية بشكل منتظم ابتداءًا بقاطرة بيست فريند أوف تشارلستون، أولى القاطرات الأمريكية الصنع المخصصة لخدمة الإيرادات، في ديسمبر من عام 1830.
بدأ خط سكة حديد بالتيمور وأوهايو بتطوير القاطرات البخارية في عام 1829 مع قاطرة توم ثمب التي صممها بيتر كوبر. وكانت هذه أول قاطرة أمريكية الصنع تعمل في الولايات المتحدة، على الرغم من أن الهدف منها كان إظهار إمكانات الجر البخاري وليس قاطرة تدر الدخل.